# Richard Phelps
Richard Lawson Phelps junior (* 19. April 1961 in Gloucester) ist ein ehemaliger britischer Moderner Fünfkämpfer.

## Karriere
Phelps nahm an vier Olympischen Spielen teil. Seine erste Teilnahme 1984 in Los Angeles schloss er im Einzel auf dem vierten Platz ab. Mit der Mannschaft wurde er Siebter. Bei den Olympischen Spielen 1988 in Seoul belegte er den sechsten Rang im Einzel, mit der Mannschaft gewann er die Bronzemedaille. Neben Phelps waren noch Graham Brookhouse und Dominic Mahony Teil des britischen Aufgebots. 1992 in Barcelona erreichte er Rang 13 im Einzel, die Mannschaftswertung endete für Großbritannien auf dem sechsten Platz. Bei seiner vierten und letzten Teilnahme, 1996 in Atlanta, wurde er 18. im Einzel.
Seine erste Medaille bei Weltmeisterschaften gewann er 1987 mit dem 3. Platz in der Mannschaftswertung mit Graham Brookhouse und Dominic Mahony. 1994 wurde er, gemeinsam mit Brookhouse und Greg Whyte, in derselben Disziplin Vizeweltmeister. Im Jahr zuvor hatte er den größten Erfolg seiner Karriere gefeiert, als er im Einzel Weltmeister wurde.
Sein Onkel Robert Phelps war ebenfalls Pentathlet und mehrfacher Olympionike. Er nahm 1964, 1968 und 1972 an den Olympischen Spielen teil.